# 甲基异丙基酮
3-甲基-2-丁酮（英語：3-Methyl-2-butanone，也称为甲基异丙基酮，缩写MIPK）是一种酮，结构简式CH3COCH(CH3)2，是一种重要溶剂。甲基异丙基酮和丁酮都是溶剂，但是甲基异丙基酮的溶解度更低，价格更贵。